# Allen Bula
Allen Bula (* 4. Januar 1965) ist ein ehemaliger gibraltarischer Fußballspieler und heutiger Trainer. Bula war mitverantwortlich für die erfolgreiche Aufnahme der Gibraltar Football Association in die UEFA im Mai 2013.

## Karriere

### Als Spieler
Bula spielte während seiner aktiven Karriere für Gibraltar United, St Joseph’s FC und Glacis United FC.

### Als Trainer
Zwischen 2006 und 2010 war er Jugendtrainer beim slowakischen Erstligisten MFK Košice, im November 2010 übernahm er das Amt des Cheftrainers der gibraltarischen Fußballnationalmannschaft.  Der Vertrag wurde im März 2015 aufgelöst.

## Persönlich
Der ehemalige Fußballer Danny Higginbotham ist Bula's Neffe.